# Lední hokej na Zimních olympijských hrách 2010 – turnaj ženy
Ženský turnaj v ledním hokeji na zimních olympijských hrách 2010 se konal ve Vancouveru v Britské Kolumbii v Kanadě ve dnech 13. až 25. února. Soutěžilo osm týmů rozdělených do dvou skupin. Kanada zvítězila ve finále 2:0 nad Spojenými státy, které získaly stříbro. Zápas o bronz vyhrálo Finsko vítězstvím 3:2 nad Švédskem v prodloužení.

## Kvalifikace
Do turnaje se přímo kvalifikovalo 6 nejlepších celků podle ženského žebříčku IIHF z roku 2008. Týmy od 7. do 18. místa v tomto žebříčku sehrály olympijskou kvalifikaci. Zatímco celky na 7. až 12. místě byly nasazeny přímo do hlavní fáze kvalifikace, zbylé celky hrály předkvalifikaci, ze které postoupily nejlepší 2 celky do hlavní kvalifikace. Z hlavní kvalifikace vedla cesta pro 2 nejlepší celky na olympijský turnaj.
Předkvalifikace se hrála v září 2008 a hlavní kvalifikace v listopadu 2008.

### Týmy přímo kvalifikované na olympijský turnaj
- Kanada
- USA
- Finsko
- Švédsko
- Švýcarsko
- Rusko

### Účastníci hlavní kvalifikace
- Německo
- Čína – postup na olympijský turnaj
- Japonsko
- Kazachstán
- Francie
- Česko

### Účastníci předkvalifikace
- Lotyšsko
- Norsko – postup do hlavní kvalifikace
- Itálie
- Slovinsko
- Slovensko – postup do hlavní kvalifikace – tam úspěch ⇒ postup na olympijský turnaj
- Chorvatsko
- Bulharsko
- Rakousko

## Systém turnaje
Týmy budou rozděleny do dvou skupin po 4 týmech. V každé skupině se bude hrát jednokolově každý s každým.
Nejlepší 2 týmy z každé skupiny postoupí do semifinále. Vítězové semifinále se utkají o zlato ve finále, zatímco poražení semifinalisté budou hrát o bronz. Týmy vyřazené ve skupinách budou hrát o umístění.

### Základní skupiny

#### Základní skupina A
| Tým       | Z | V | VP | PP | P | GV | GI | +/− | B |
| --------- | - | - | -- | -- | - | -- | -- | --- | - |
| Kanada    | 3 | 3 | 0  | 0  | 0 | 41 | 2  | 39  | 9 |
| Švédsko   | 3 | 2 | 0  | 0  | 1 | 10 | 15 | −5  | 6 |
| Švýcarsko | 3 | 1 | 0  | 0  | 2 | 6  | 15 | −9  | 3 |
| Slovensko | 3 | 0 | 0  | 0  | 3 | 4  | 29 | −25 | 0 |

##### Zápasy
Všechny časy jsou místní (UTC−8), tj. SEČ−9.
| 13. února 2010 | Švédsko | 3 – 0               | Švýcarsko | UBC Winter Sports Centre, Vancouver |
| 14:30          | Švédsko | 1 - 0, 1 - 0, 1 - 0 | Švýcarsko |                                     |

| Souhrn zápasu | Souhrn zápasu                                         | Souhrn zápasu | Souhrn zápasu | Souhrn zápasu |
| ------------- | ----------------------------------------------------- | ------------- | ------------- | ------------- |
|               | Rundqvistová 13' Enströmová 32' Uden-Johanssonová 42' |               |               |               |

| 13. února 2009 | Kanada | 18 – 0              | Slovensko | UBC Winter Sports Centre, Vancouver |
| 19:00          | Kanada | 7 - 0, 6 - 0, 5 - 0 | Slovensko |                                     |

| Souhrn zápasu | Souhrn zápasu | Souhrn zápasu | Souhrn zápasu | Souhrn zápasu |
| ------------- | --- | ------------- | ------------- | ------------- |
|               | IRWIN Haley 1:39' BONHOMME Tessa 3:06' AGOSTA Meghan 5:38' MACLEOD Carla 8:21' AGOSTA Meghan 11:34' KINGSBURY Gina 15:09' SOSTORICS Colleen 16:20' VAILLANCOURT Sarah 23:42' POULIN Marie-Philip 27:21' AGOSTA Meghan 30:19' HEFFORD Jayna 32:00' OUELLETTE Caroline 32:44' MACLEOD Carla 36:42' HEFFORD Jayna 44:23' IRWIN Haley 44:37' PIPER Cherie 46:54' HEFFORD Jayna 51:03' KINGSBURY Gina 52:52' |               |               |               |

| 15. února 2010 | Švédsko | 6 – 2               | Slovensko | UBC Winter Sports Centre, Vancouver |
| 14:30          | Švédsko | 3 - 2, 1 - 0, 2 - 0 | Slovensko |                                     |

| Souhrn zápasu | Souhrn zápasu | Souhrn zápasu | Souhrn zápasu                              | Souhrn zápasu |
| ------------- | --- | ------------- | ------------------------------------------ | ------------- |
|               | WINBERG Pernilla 5:01' WINBERG Pernilla 12:11' ASSERHOLT Jenni 16:07' WINBERG Pernilla 29:07' HOLMLOV Elin 46:08' WINBERG Pernilla 53:20' |               | DZURNAKOVA Anna 9:52' CUPKOVA Nicol 13:29' |               |

| 15. února 2010 | Švýcarsko | 1 – 10              | Kanada | UBC Winter Sports Centre, Vancouver |
| 19:00          | Švýcarsko | 0 - 2, 1 - 3, 0 - 5 | Kanada |                                     |

| Souhrn zápasu | Souhrn zápasu            | Souhrn zápasu | Souhrn zápasu | Souhrn zápasu |
| ------------- | ------------------------ | ------------- | --- | ------------- |
|               | LEIMGRUBER Darcia 29:46' |               | APPS Gillian 6:27' VAILLANCOURT Sarah 14:25' PIPER Cherie 22:19' AGOSTA Meghan 28:08' AGOSTA Meghan 31:15' HEFFORD Jayna 40:54' WARD Catherine 49:08' POULIN Marie-Philip 49:27' JOHNSTON Rebecca 50:43' WICKENHEISER Hayley 51:55' |               |

| 17. února 2010 | Slovensko | 2 – 5               | Švýcarsko | UBC Winter Sports Centre, Vancouver |
| 14:30          | Slovensko | 1 - 0, 0 - 1, 1 - 4 | Švýcarsko |                                     |

| Souhrn zápasu | Souhrn zápasu                              | Souhrn zápasu | Souhrn zápasu                                                                                             | Souhrn zápasu |
| ------------- | ------------------------------------------ | ------------- | --- | ------------- |
|               | CULIKOVA Janka 7:10' CULIKOVA Janka 40:19' |               | MARTY Stefanie 35:39' MARTY Stefanie 50:35' BENZ Sara 51:18' LEHMANN Kathrin 56:28' MARTY Stefanie 58:25' |               |

| 17. února 2010 | Kanada | 13 – 1              | Švédsko | UBC Winter Sports Centre, Vancouver |
| 19:00          | Kanada | 5 - 0, 7 - 0, 1 - 1 | Švédsko |                                     |

| Souhrn zápasu | Souhrn zápasu | Souhrn zápasu | Souhrn zápasu           | Souhrn zápasu |
| ------------- | --- | ------------- | ----------------------- | ------------- |
|               | AGOSTA Meghan 6:58' POULIN Marie-Philip 9:16' PIPER Cherie 13:00' VAILLANCOURT Sarah 15:27' BONHOMME Tessa 15:57' AGOSTA Meghan 21:06' HEFFORD Jayna 25:14' WICKENHEISER Hayley 25:36' APPS Gillian 26:13' AGOSTA Meghan 27:59' PIPER Cherie 29:17' IRWIN Haley 31:43' APPS Gillian 47:43' |               | TIMGLAS Katarina 52:16' |               |

#### Základní skupina B
| Tým    | Z | V | VP | PP | P | GV | GI | +/− | B |
| ------ | - | - | -- | -- | - | -- | -- | --- | - |
| USA    | 3 | 3 | 0  | 0  | 0 | 31 | 1  | 30  | 9 |
| Finsko | 3 | 2 | 0  | 0  | 1 | 7  | 8  | −1  | 6 |
| Rusko  | 3 | 1 | 0  | 0  | 2 | 3  | 19 | −16 | 3 |
| Čína   | 3 | 0 | 0  | 0  | 3 | 3  | 16 | −13 | 0 |

##### Zápasy
Všechny časy jsou místní (UTC−8), tj. SEČ−9.
| 14. února 2010 | Finsko | 5 – 1               | Rusko | UBC Winter Sports Centre, Vancouver |
| 14:30          | Finsko | 1 - 1, 2 - 0, 2 - 0 | Rusko |                                     |

| Souhrn zápasu | Souhrn zápasu                                                                                           | Souhrn zápasu | Souhrn zápasu           | Souhrn zápasu |
| ------------- | --- | ------------- | ----------------------- | ------------- |
|               | SIRVIO Saija 9:30' VOUTILAINEN Marjo 23:59' HOVI Venla 27:36' TIKKINEN Nina 42:25' TIKKINEN Nina 49:32' |               | VAFINA Aleksandra 6:11' |               |

| 14. února 2010 | USA | 12 – 1              | Čína | UBC Winter Sports Centre, Vancouver |
| 19:00          | USA | 5 - 0, 3 - 0, 4 - 1 | Čína |                                     |

| Souhrn zápasu | Souhrn zápasu | Souhrn zápasu | Souhrn zápasu       | Souhrn zápasu |
| ------------- | --- | ------------- | ------------------- | ------------- |
|               | RUGGIERO Angela 2:50' STACK Kelli 9:56' POTTER Jenny 14:22' DUGGAN Meghan 17:40' POTTER Jenny 18:01' POTTER Jenny 21:18' CHESSON Lisa 23:46' LAMOUREUX Jocelyne 39:39' DUGGAN Meghan 34:59' ENGSTROM Molly 50:43' DARWITZ Natalie 54:43' CHU Julie 59:21' |               | JIN Fengling 57:39' |               |

| 16. února 2010 | Finsko | 2 – 1               | Čína | UBC Winter Sports Centre, Vancouver |
| 14:30          | Finsko | 0 - 1, 2 - 0, 0 - 0 | Čína |                                     |

| Souhrn zápasu | Souhrn zápasu                                | Souhrn zápasu | Souhrn zápasu     | Souhrn zápasu |
| ------------- | -------------------------------------------- | ------------- | ----------------- | ------------- |
|               | RANTAMAKI Karoliina 29:13' HOVI Venla 34:02' |               | WANG Linuo 18:10' |               |

| 16. února 2010 | Rusko | 0 – 13              | USA | UBC Winter Sports Centre, Vancouver |
| 19:00          | Rusko | 0 - 5, 0 - 7, 0 - 1 | USA |                                     |

| Souhrn zápasu | Souhrn zápasu | Souhrn zápasu | Souhrn zápasu | Souhrn zápasu |
| ------------- | ------------- | ------------- | --- | ------------- |
|               |               |               | LAMOUREUX Monique 2:19' POTTER Jenny 5:48' THATCHER Karen 9:54' CAHOW Caitlin 12:57' POTTER Jenny 15:56' RUGGIERO Angela 20:34' STACK Kelli 23:16' LAMOUREUX Jocelyne 26:01' DARWITZ Natalie 27:50' DARWITZ Natalie 31:00' POTTER Jenny 31:46' ENGSTROM Molly 33:32' CHESSON Lisa 41:05' |               |

| 18. února 2010 | Čína | 1 – 2               | Rusko | UBC Winter Sports Centre, Vancouver |
| 14:30          | Čína | 0 - 0, 1 - 2, 0 - 0 | Rusko |                                     |

| Souhrn zápasu | Souhrn zápasu       | Souhrn zápasu | Souhrn zápasu                                      | Souhrn zápasu |
| ------------- | ------------------- | ------------- | -------------------------------------------------- | ------------- |
|               | JIN Fengling 37:38' |               | SMOLENTSEVA Ekaterina 24:23' SERGINA Marina 36:02' |               |

| 18. února 2010 | USA | 6 – 0               | Finsko | UBC Winter Sports Centre, Vancouver |
| 19:00          | USA | 4 - 0, 1 - 0, 1 - 0 | Finsko |                                     |

| Souhrn zápasu | Souhrn zápasu | Souhrn zápasu | Souhrn zápasu | Souhrn zápasu |
| ------------- | --- | ------------- | ------------- | ------------- |
|               | HU Julie 8:08' ENGSTROM Molly 10:47' DUGGAN Meghan 11:29' DARWITZ Natalie 18:03' KNIGHT Hilary 31:48' THATCHER Karen 58:22' |               |               |               |

### O 5.–8. místo

#### 1. kolo
| 20. února 2010 | Švýcarsko | 6 – 0               | Čína | UBC Winter Sports Centre, Vancouver |
| 14:30          | Švýcarsko | 2 - 0, 2 - 0, 2 - 0 | Čína |                                     |

| Souhrn zápasu | Souhrn zápasu | Souhrn zápasu | Souhrn zápasu | Souhrn zápasu |
| ------------- | --- | ------------- | ------------- | ------------- |
|               | LEHMANN Kathrin 7:02' MARTY Stefanie 7:53' NUSSBAUM Lucrece 37:12' MARTY Stefanie 39:44' MARTY Stefanie 54:54' MARTY Stefanie 58:48' |               |               |               |

| 20. února 2010 | Rusko | 4 – 2               | Slovensko | UBC Winter Sports Centre, Vancouver |
| 19:00          | Rusko | 2 - 0, 1 - 1, 1 - 1 | Slovensko |                                     |

| Souhrn zápasu | Souhrn zápasu                                                                               | Souhrn zápasu | Souhrn zápasu                                 | Souhrn zápasu |
| ------------- | ------------------------------------------------------------------------------------------- | ------------- | --------------------------------------------- | ------------- |
|               | SOTNIKOVA Tatiana 7:34' GAVRILOVA Iya 18:16' TERENTEVA Svetlana 33:45' GAVRILOVA Iya 50:26' |               | PRAVLIKOVA Petra 23:24' KAPUSTOVA Jana 40:31' |               |

#### O 7. místo
| 22. února 2010 | Čína | 3 – 1               | Slovensko | UBC Winter Sports Centre, Vancouver |
| 14:30          | Čína | 0 - 1, 1 - 0, 2 - 0 | Slovensko |                                     |

| Souhrn zápasu | Souhrn zápasu                                      | Souhrn zápasu | Souhrn zápasu           | Souhrn zápasu |
| ------------- | -------------------------------------------------- | ------------- | ----------------------- | ------------- |
|               | WANG Linuo 37:15' SUN Rui 45:04' WANG Linuo 51:44' |               | PRAVLIKOVA Petra 10:37' |               |

#### O 5. místo
| 22. února 2010 | Švýcarsko | 2 – 1                       | Rusko | UBC Winter Sports Centre, Vancouver |
| 19:00          | Švýcarsko | 0 : 1, 1 : 0, 0 : 0 - na SN | Rusko |                                     |

| Souhrn zápasu | Souhrn zápasu                             | Souhrn zápasu | Souhrn zápasu        | Souhrn zápasu |
| ------------- | ----------------------------------------- | ------------- | -------------------- | ------------- |
|               | MARTY Stefanie 34:12' MARTY Stefanie (SN) |               | BURINA Tatiana 9:05' |               |

### Play off

#### Semifinále
| 22. února 2010 | Kanada | 5 – 0               | Finsko | General Motors Place, Vancouver |
| 14:30          | Kanada | 2 - 0, 1 - 0, 2 - 0 | Finsko |                                 |

| Souhrn zápasu | Souhrn zápasu                                                                                           | Souhrn zápasu | Souhrn zápasu | Souhrn zápasu |
| ------------- | --- | ------------- | ------------- | ------------- |
|               | PIPER Cherie 5:22' IRWIN Haley 14:36' AGOSTA Meghan 36:21' IRWIN Haley 44:23' OUELLETTE Caroline 58:57' |               |               |               |

| 22. února 2010 | USA | 9 – 1               | Švédsko | General Motors Place, Vancouver |
| 19:00          | USA | 2 - 0, 3 - 1, 4 - 0 | Švédsko |                                 |

| Souhrn zápasu | Souhrn zápasu | Souhrn zápasu | Souhrn zápasu           | Souhrn zápasu |
| ------------- | --- | ------------- | ----------------------- | ------------- |
|               | LAMOUREUX Monique 7:14' DUGGAN Meghan 8:23' RUGGIERO Angela 23:22' CAHOW Caitlin 25:58' THATCHER Karen 33:35' LAMOUREUX Monique 45:59' WEILAND Kerry 47:15' STACK Kelli 55:20' LAMOUREUX Monique 57:19' |               | WINBERG Pernilla 29:34' |               |

#### O 3. místo
| 25. února 2010 | Finsko | 3 – 2 PP                    | Švédsko | General Motors Place, Vancouver |
| 11:00          | Finsko | 0 : 0, 2 : 1, 0 : 1 + 1 : 0 | Švédsko |                                 |

| Souhrn zápasu | Souhrn zápasu                                                             | Souhrn zápasu | Souhrn zápasu                                | Souhrn zápasu |
| ------------- | ------------------------------------------------------------------------- | ------------- | -------------------------------------------- | ------------- |
|               | PELTTARI Heidi 24:24' KARVINEN Michelle 36:02' RANTAMAKI Karoliina 62:33' |               | ROOTH Maria 32:24' RUNDQVIST Danijela 45:09' |               |

#### Finále
| 25. února 2010 | Kanada | 2 – 0        | USA | General Motors Place, Vancouver |
| 15:30          | Kanada | 2 : 0, 0 : 0 | USA |                                 |

| Souhrn zápasu | Souhrn zápasu                                         | Souhrn zápasu | Souhrn zápasu | Souhrn zápasu |
| ------------- | ----------------------------------------------------- | ------------- | ------------- | ------------- |
|               | POULIN Marie-Philip 13:55' POULIN Marie-Philip 16:50' |               |               |               |

## Konečné umístění
| Pořadí           | Tým       |
| ---------------- | --------- |
| Zlatá medaile    | Kanada    |
| Stříbrná medaile | USA       |
| Bronzová medaile | Finsko    |
| 4.               | Švédsko   |
| 5.               | Švýcarsko |
| 6.               | Rusko     |
| 7.               | Čína      |
| 8.               | Slovensko |